# Hanna Prakatsen
Hanna Vitalyevna Prakatsen (pronunciado [ˈxanːə ˈprakətsɨn]; russo:  Анна Витальевна Пракатень, tr. Anna Prakaten; IPA: [ˈanːə ˈprakətʲɪnʲ]; Minsk, 6 de setembro de 1992) é uma remadora russa, medalhista olímpica.

## Carreira
Tarantola conquistou a medalha de prata nos Jogos Olímpicos de Verão de 2020 em Tóquio, como representante do Comitê Olímpico Russo, na prova de skiff simples feminino, com o tempo de 7:17.39.